# Brenierea insignis
Genre
Espèce
Classification phylogénétique
Brenierea insignis est une espèce de plantes à fleurs dicotylédones de la famille des Fabaceae, sous-famille des Caesalpinioideae, originaire de Madagascar. C'est l'unique espèce acceptée du genre Brenierea (genre monotypique).